# Ampedus nigroflavus
Espèce
Statut de conservation UICN

 LC  : Préoccupation mineure
Ampedus nigroflavus est une espèce de taupins du genre Ampedus que l'on rencontre en Europe. Cette espèce a été décrite par Johann August Ephraim Goeze en 1777.